# Min Datter
|  | Denne artikel er oprettet af botten Steenthbot ud fra en ekstern database. Den kan derfor have sproglige fejl eller mangler. Denne skabelon kan fjernes efter kontrol af indholdet. |

Min Datter er en dansk kortfilm fra 2013 instrueret af Rikke Thygesen og efter manuskript af Pernille Christensen.

## Handling
En mand tvinges til at foretage et skæbnesvangert valg i forsøget på at redde sin datter fra en dødelig sygdom.